# یواس‌اس ویس (ای‌پی‌دی-۱۳۵)
یواس‌اس ویس (ای‌پی‌دی-۱۳۵) (به انگلیسی: USS Weiss (APD-135)) یک کشتی بود که طول آن ۳۰۶ فوت (۹۳ متر) بود. این کشتی در سال ۱۹۴۵ ساخته شد.